# Étienne Constantin de Gerlache
Etienne Constantin, Baron de Gerlache (1785 i Bertrix – 1871 i Ixelles) var en advokat og politiker i det Forenede kongerige Nederlandene og blev i 1831 den første premierminister i den nye stat Belgien.
Han studerede jura i Paris og var advokat der i nogen tid, men bosatte sig i Liège efter grundlæggelsen af det Forenede kongerige Nederlandene. Som medlemr af det hollandske parlament generalstaterne var han et energisk medlem af oppositionen, og selv om han afviste en  ultramontan politik støttede han alliancen mellem de ekstreme katolikker og de liberale, som banede vejen for den  Belgiske revolution i 1830.
Da urolighederne brød ud i august 1830, mente han stadig at det hollandske kongehus og unionen med Holland var af afgørende betydning, men hans holdning ændrede sig, og efter at have beklædt forskellige poster i den provisoriske regering blev han formand for nationalkongressen og fremlagde forslaget om at tilbyde Leopold af Sachsen-Coburg den belgiske trone. I 1832 var han formand for det belgiske underhus og i 35 år var han præsident for appelretten. Han ledede de katolske kongresser i Mechelen mellem 1863 og 1867. At hans liberale synspunkter ændrede sig med tiden, ses tydeligt af de konservative principper, der gennemsyrede hans  Essai sur le mouvement des partis en Belgique (Bruxelles, 1852). Som historiker var hans arbejde stærkt farvet af hans anti-hollandske fordomme og hans katolske præferencer. Hans Histoire des Pays-Bas depuis 1814 jusquen 1830 (Brussels, 2 vols., 1839), som udkom i fjerde udgave i 1875, var et partsindlæg mod den hollandske dominans. De vigtigste af hans andre værker var hans Histoire de Liège (Bruxelles, 1843) og hans Etudes sur Salluste et sur quelques-uns des principaux historiens de l'antiquite (Bruxelles, 1847).